# Cyanopterus phryganator
Cyanopterus phryganator är en stekelart som först beskrevs av Carl Peter Thunberg 1822.  Cyanopterus phryganator ingår i släktet Cyanopterus och familjen bracksteklar. Inga underarter finns listade i Catalogue of Life.